# کاستینا
کاستینا (انگلیسی: Costinha؛ زادهٔ ۱ دسامبر ۱۹۷۴) یک بازیکن فوتبال اهل پرتغال است.
وی همچنین در تیم ملی فوتبال پرتغال بازی کرده‌است.